# Dürerbond
De Dürerbond (Duits: Dürerbund) was een vereniging, die zich ten tijde van het Duitse Keizerrijk onderwerpen uit de kunst en cultuurpolitiek onder de aandacht van de burgerij wilde brengen. De Dürerbond werd op 1 oktober 1902 in Dresden door Ferdinand Avenarius opgericht.
De idee voor de Dürerbond werd geboren in kringen rond het tijdschrift Der Kunstwart, waarvan Ferdinand Avenarius het boegbeeld was. De initiatiefnemers wilden de confrontatie aangaan met de naar hun mening 'verderfelijke invloed' van de opkomende triviale massaliteratuur. Zij verbond zich met soortgelijke bewegingen, zoals de bioscoophervormers, die sociaal-kritische films als aanstootgevend en opruiend beoordeelden.
De publieke opstelling van de Dürerbond was overwegend nationaal-conservatief. De bond steunde de politiek van de Duitse keizer, zowel de koloniale politiek als de deelname aan de Eerste Wereldoorlog. Men vast vastbesloten bij te dragen aan een cultuur die "vreugdevol, gezond zedelijk en waardig" zou zijn. In 1912 telde de Dürerbond-vereniging al ruim 300.000 leden. De bond gaf talrijke vlugschriften uit, maar verzorgde ook uitgaven van "correcte" literatuur. 
Op 21 december 1935 werd de Dürerbond ontbonden.